# Pentamethylarsen
Pentamethylarsen ist eine metallorganische Verbindung des Arsens und bei Raumtemperatur eine farblose, giftige Flüssigkeit.

## Geschichte
Pentamethylarsen wurde erstmals 1973 von Karl-Heinz Mitschke und Hubert Schmidbaur (Universität Würzburg) synthetisiert.

## Gewinnung und Darstellung
Ausgangsstoff für die Synthese von Pentamethylarsen ist Trimethylarsin. Aus diesem wird durch Reaktion mit Chlor Trimethylarsendichlorid gewonnen. Wird dieses mit Methyllithium in Diethylether umgesetzt, entsteht Pentamethylarsen.
{\displaystyle \mathrm {Me_{3}As+Cl_{2}\longrightarrow Me_{3}AsCl_{2}} }
{\displaystyle \mathrm {Me_{3}AsCl_{2}+2\ MeLi\longrightarrow Me_{5}As+2\ LiCl} }

## Eigenschaften
Pentamethylarsen ist eine farblose, leichtflüchtige Flüssigkeit, die sich ab 100 °C zersetzt. Bei der Zersetzung entstehen Trimethylarsin, Methan und Ethen sowie geringe Mengen Ethan. Die Reaktion erfolgt dabei überwiegend über ein instabiles Ylid, das zu kleineren Molekülen zerfällt.
Die Verbindung ist nur wenig luftempfindlich, reagiert aber mit Wasser, Methanol und Ethanol. Unter Methanabspaltung entstehen dabei Tetramethylarsoniumhydroxid beziehungsweise -alkoholate.
{\displaystyle \mathrm {Me_{5}As+H_{2}O\longrightarrow Me_{4}AsOH+CH_{4}} }
Wie nach dem VSEPR-Modell zu erwarten, ist Pentamethylarsen trigonal-bipyramidal gebaut.